# Срби у Молдавији
Срби у Молдавији су грађани Молдавије српског порекла и Срби који живе и раде у Молдавији.

## Срби у средњовековној Молдавији
Прве информације о Молдавији у српским текстовима помињу се у „Житију Стефана Лазаревића“, које је 1435. године написао Константин Филозоф. И у другим српским средњовековним списима Молдавци се помињу као Басараби и Карабогданци, а њихова земља као Басарабина земља, Молдавска земља, Богданска земља, Карабогданска итд. У српским народним песмама као што је „Диоба Јакшића“, помиње се Карабогданска. У првој половини 17. века Иван Гундулић у „Осману“ описује Хотинску битку која се одиграла на Дњестру у Бесарабији 1621. године, између Пољака и Турака и ту говори и о Богданцима и о њиховој земљи Богданији — Богданија.
Патријарх српски Никодим II хиротонисао је у Србији, кир Теоктиста 1452. године, за митрополита Молдавије. Био је то корак којим се спречавао прелаз православних Молдаваца у Унију.
У време владавине Петра IV Рареша (1526-1538. и 1541-1546) Молдавија је доживела неколико пораза од Турске. После упада султана Сулејмана Величанственог 1538. године, почело је мешање Турске и у унутрашње послове Молдавије. Оно је појачано током 17. и у 18. веку, што је довело до политичког и привредног заостајања Молдавије. Супруга Петра IV Рареша, „Госпожда Јелена“, кћерка последњег српског деспота од рода Бранковића – Јована, била је велики мецена културе у Молдавији. У Ботошану је саградила две цркве. У једној од њих стоји натпис „Јелена деспотовна, госпожда Петра војводе, дшти Јоана деспота“. Једну цркву је подигла и у Сучави. Јелена Бранковић је помагала супругу и у дипломатској кореспонденцији. О томе сведочи белешка молдавског писца Григора Урекеа, који је другом половином тридесетих година 16. века забележио:
| „ | Петар Рареш договори се са својом женом Јеленом да султану Сулејману, турском цару, пошаље писмо са великим молбама да би се сажалио на њега и опростио му савијајући главу под цареву сабљу и да би послао писмо Јаношу (Запољи) мађарском краљу, како би му овај дозволио да напусти земљу и оде у Цариград и служи на царевој Порти. И пошто је Јелена знала српска слова, она написа писмо цару, са много срџби и жалби. | ” |

Убрзо је Турска сломила отпор Молдавије; 1538. наметнула своју власт и прикључила јужни део Бесарабије. Петар IV Рареш постао је кроз три године поново војвода Молдавије, али као турски вазал.
Игуману манастира Њамц, Макарију Србину, који је касније постао епископ Романске епархије, Петар IV Рареш је наложио да напише „Хронику Молдавије“, која је обухватала прошлост ове земље од Стефана Великог до његовог времена. Макаријеву „Хронику“ наставили су да пишу његови ученици Ефтимије и Азарије. Обавештење о српској историји пружају три хронике Молдавије, које су, у разна времена, написали Григоре Уреке, Мирон Костин и Јон Некулче. Вредна помена је и „Српско-молдавска хроника“ из 17. века, која се бави историјом и других балканских народа. Забележено је да су телесну гарду Петра IV Рареша чинили Срби.
Кћерка Петра IV Рареша и Јелене, Роксанда, супруга молдавског војводе Александра IV Лупушњана (1552-1561. и 1563-1568), даривала је 1567. године манастир Милешеву, у коме почива тело светога Саве. Њеном заслугом, на Молдавском двору су прихваћени потомци Стефана Вукчића Косаче, херцега од светог Саве. Прихватила је „три баратијенца и двије сестре“, како стоји у писму Дубровчанима 1566. године које је написао Драгомир Србин. Били су то: Георгије, Павле, Стефан, Катарина и Марија. Они су са Роксандом били у родбинским везама преко породице Јакшића. Име славног рода Бранковића користили су и поједини авантуристи. Тако је неки Јаков из Ираклиона на Криту, успео да убеди војводу Александра и Роксанду да је потомак Бранковића, односно рођак Роксандин. Као потврду о његовом високом деспотском пореклу користио је диплому коју му је доделио цар Свете Римске Империје Карло V, у којој је стајало да је наследник лозе Бранковића – Јаков деспот и маркиз Пароса и Наксоса. Успео је преваром да се чак домогне војводског молдавског престола и да влада две године. Александруа Лупушњана је на војводском престолу 1568. године наследио његов и Роксандин син Богдан, који је војвода Молдавије био до 1572. године. Пољак Стриковски је сведочио 1575. године да у Бесарабији и Источној Молдавији живи много Срба.
Друга половина 16. века у историји румунских земаља била је обележена борбом влашких и молдавских војвода за збацивање турске владавине. То је нарочито дошло до изражаја за време владавине војводе Михаја Храброг (1593-1601). После неколико извојеваних победа над Турцима, ослободио је Влашку, а затим освојио Молдавију и Ердељ и први пут у историји 1600. године ујединио све три румунске земље.
У војсци Михаја Храброг налазили су се и Срби. Према изворима који потичу од Михајевог летописа Немца Балтазара Валтера, прекодунавски Срби су послали „кнезу Михају” делегацију са предлогом да му се придруже, наводећи да се у шумама око Кладова налази око десет хиљада Срба, спремних да ступе у акцију. По наводима кардинала Маласпине, у војсци Михаја налазили су се поред Румуна, Мађари и Срби. Међу командантима војводе Михаја помиње се и жупан Србин Никола, „командант знатног одреда коњице“, који се истакао у неколико битака. Српски војвода Дели Марко у биткама за уједињење румунских земаља предводио је одред од хиљаду коњаника. У време Тридесетогодишњег рата стао је на страну ердељског кнеза Габора Бетлена. У намери да оствари утицај у Молдавији, Бетлен је покушао да за њеног војводу наметне Дели Марка. Запажено место у румунској ослободилачкој војсци имао је и Србин Ђорђе Сланкаменац. Са својих две хилијаде војника као крајовски бан учествовао је на страни Михаја Храброг у неколико битака. У војсци Михаја Храброг велику славу стекао је легендарни српски јунак Старина Новак, којега Румуни славе и као Баба Новак. Познат је и у бугарској народној традицији. Овог српског капетана из војске Михаја Храброг, славни румунски историчар и осведочени пријатељ српског народа, Николаје Јорга окарактерисао је као „јунака из поетске легенде“. Родом из Пореча, са неколико хиљада својих хајдука, међу којима су били Срби, Власи и Бугари, водио је битке против Турака по Србији и у Бугарској, да би 1595. године пришао Михају Храбром. Од тада па све до своје мученичке смрти 1601. године учествовао је у више битака, које је Михај Храбри водио на подручјима Влашке, Молдавије и Ердеља.
После погибије војводе Михаја Храброг, у Влашкој и Молдавији је поново успостављена турска власт. Турска је опет почела да поставља влашке и молдавске војводе. Упркос томе, у румунским земљама јачао је антиотомански покрет и постојала снажна жеља за националним ослобођењем. Оличење те борбе у Молдавији је био војвода Василије Лупу (1634-1653), који је успео да сломи моћ бојара и ојача војводску власт. У сукобима са Русијом, учврстио је међународни положај Молдавије. У његово време дошло је до процвата културе. Војвода Лупу је био ктитор и српских православних манастира. У његовим повељама помињу се манастири Лепавина у Славонији, Милешева у Србији и Требиње у Херцеговини. За време владавине Василе Лупуа, уз помоћ Кијевске духовне академије, 1640. године у Сучави је отворена Славјано-грчка академија, и наредне године подигнута и типографија.

### Српска насеља
Насељавање Срба у Молдавију почиње првом половином 15. века. Прво српско насеље у Молдавији – Срби, помиње се 1423. године. Налазило се на реци Ребричеа. Српско насеље Селиште на реци Пруту помиње се 1489. године. Податке о Србима у 16. и 17. веку дају страни путописци. Рајхерсдорф, Немац из Саксонија, описујући Молдавију 1541. године, наводи да у овом војводству живе и Срби. Пољак Стриховски 1575. године пише да Срби живе у Бесарабији, источној провинцији Молдавије. Путописац Креквиц, из Трансилваније, 1685. године наводи да Срби живе у Молдавији „од старина“. Петар, војвода Молдавије, 1588. године, уз ангажовање бојара Шептеличија, насељава Србе на подручје названо Фонтана Капелнеи. Године 1598. забележено је да српско становништво живи у насељу Срби, у региону Сучаве. Војвода Јеремија Мовила, у повељи из 1603. године, наводи и Србе међу становницима који су насељавали Молдавију. Живели су на подручју манастира Побрата у насељу Велени у области Кигечија. Исте године Срби се помињу у насељу Србени крај Брлада. Село Срби помиње се 1603. године у дистрикту Тутова. Срби се помињу 1623. као становници Балошештија. Села Србешти и Градина налазила су се у области Роман на реци Сирету. Насеље Срби налазило се у дистрикту Ковурлуи. Село Срби помиње се у дистрикту Тегучи 1734. године. У области Бакау била су два насеља са називом Срби, а једно Србилор. У области Сучаве помињало се више насеља под називом Срби. Године 1786. неколико села у дистриктима Дорохој и Њамц носило је називе Срби. У 17. и 18. веку Срби су живели у насељу Хабашешти у близини Јаша.
Према "Банатском алманаху" из 1828. године у то време живело је још око 3.000 Срба "у Молдавији и Влашкој".
Јосиф, јеромонах из Црне Горе, основао је 1785. године и био први настојатељ Суручанског Георгијевског мушког скита, удаљен 12 "врста" од Кишињева.

## Срби у руско-турским ратовима у 18. веку на тлу Молдавије
Осамнаести век био је обележен руско-турским ратовима, којима је било захваћено и подручје Бесарабије. У ратовима вођеним против Турске у 18. веку, посебно су се истицали два Србина. Први је био гроф Сава Владиславић Рагузински, а други генерал руске царске војске Петар Поповић Текелија.
У време непосредно после Великог рата (1683-1699), када су Турци протерани из већег дела Панонске низије, појачао се ослободилачки покрет у Молдавији. У настојањима да протера Турке, молдавски војвода Димитрије Кантемир је ступио у савез са руским царем Петром Великим, који је био усмерен ослобођењу Молдавије од Турске. У припремама за заједничко дејство Руса и Молдаваца против Турака 1710. године значајну улогу имао је саветник цара Петра Великог, Сава Владиславић, гроф Рагузински.
Непосредно уочи избијања сукоба руско-молдавских снага са Турском, гроф Владиславић је добио задатак да „обезбеди цивилну страну рата“. У име руског цара водио је преговоре са молдавском страном. О томе говори молдавски хроничар Јон Некулче, који за грофа Владиславића каже да је „царев министар, којег сматрају бољаром великог значаја, који зна више језика“. Сава Владиславић је имао овлашћење да сваком молдавском пуковнику исплати 100, подофициру 30, заставнику и интенданту 10, а војнику пет рубаља. Уједно је редиговао уговор између руског цара Петра Великог Романова и молдавског кнеза Димитрија Кантемира. Овај рат окончан је 1711. године после Прутског похода Руске војске, поразом савезника.
У руској војсци другом половином 18. века посебно се истицао генерал Петар Текелија. Прославио у ратовима против Турске и у Бесарабији. У руско-турском рату (1768—1774) Српски хусарски пук, са Петром Текелијом на челу, однео је победу код Хотина 1768. године. Нове победе српски хусари су однели код Фокшана у Молдавији и Браила на Дунаву. После битке код Рјабаја Могиле, у којој се Текелија истакао, главнокомандујући Рјуманцев, у рапорту царици, посебно истиче његов допринос победи. За заслуге у бици код Кагула, у јужној Бесарабији 1770. године унапређен је у чин генерал-мајора.

## Доситеј Обрадовић у Молдавији
Од 1781. до 1782. године у Молдавији је боравио Доситеј Обрадовић. После боравка на грчком острву Хиосу и у Цариграду, Доситеј је лађом, делтом Дунава, доспео у Галац, молдавску луку на овој великој реци. Тамо се представио „младом господину“ из познате молдавске породице Балса. По његовој препоруци Доситеј је отишао у Фокшан. Тамо га је пријатељски примио „спатар“ Теодор Балса. После краћег боравка у овом граду, Доситеј је отишао у Јаш, главни град Молдавије. Дошао је у дом Георгије Балсе, „великог принципаторског вестијарија“. Овде је француском језику подучавао синовца молдавског архиепископа Гаврила Каликамија. Од њега је Доситеј „добру плаћу имао“. У пролеће 1782. године прешао је у град Роман, код епископа Леона Циуке. О овоме је написао:
| „ | Како сам овде оно блажено пролеће и лето провео, описати није ми возможно. К јесени полазе трговци за Лајпсик, а ја имам близу триста дуката. Ево, дакле, оно што желајемо време за Германију и даље. Совјетују ме моји добри пријатељи да останем јошт годину дана и да стечем више. Не, нипошто, јер се бојим да се не усладим у новце, и у спокојство, пак остах ту до гроба. | ” |

Доситеј је у јесен 1782. године напустио Молдавију.

## Срби у Бесарабији
У статистичком извештају из 1798. године наводе се становници Срби у Кишињеву. После пропасти устанка у Бесарабију се са Карађорђем на челу населило још око хиљаду избеглих српских породица. Међу њима су били истакнути учесници Првог српског устанка: Јаков Ненадовић, његов син Јеврем Ненадовић, Младен Миловановић, Петар Добрњац, Миленко Стојковић, поп Лука Лазаревић, Лазар Арсенијевић, Сима Марковић, Павле Цукић и Ђуро Милутиновић. Карађорђу и војводама се придружио и вођа буне у Србији 1814. године Хаџи Продан Глигоријевић. Године 1820. у Кишињеву је био руски књижевник Александар Пушкин, који је ту сусретао знамените српске војводе, попут Вучића, Ненадовића, Живковића и друге. Ту је била и Карађорђева породица. Супруга и деца наставили су да живе у овој земљи и после његове смрти. Карађорђе и и његова супруга Јелена су имали четири кћерке: Саву, Сару, Полу и Стаменку. Сара и Стамена су отишле у Бесарабију, где су живеле са својим породицама. Јелена је после Карађорђеве смрти водила бригу о синовима. Алекса, старији Карађорђев син, је са родитељима дошао у Бесарабију 1814. године. Цар Александар I узео га је у Гардијски корпус. Пошто је завршио Војну академију, оженио се Маријом, кћерком дворског маршала Николаја Трокина. Алекса и Марија су живели на свом поседу у Скиљену, на реци Пруту. Имали су сина Георгија (Ђоку). Непосредно после његовог рођења мајка је умрла, а неку годину касније, 1830. и Алекса, који је сахрањен у Кишињеву. Александар, млађи Карађорђев син, је 1814. године доспео у Хотин. После смрти оца наставио је школовање. Живео је са мајком у оскудици до 1822. године, када им је враћена очева пензија, тако да је могао да настави са школовањем. У Хотину се 1830. оженио Персидом, кћерком Јеврема и унуком Јакова Ненадовића. У Бесарабији је живео до 1830. године, када прелази у Крајову, где је живео до 1830. године. Тада прелази у Србију, поставши ађутантом кнеза Михаила Обреновића.

### Очекивање руске помоћи
Јануара 1815. године у Хотину је Карађорђе одржао састанак са војводама, на којем су назначени даљи потези вођства устанка у односу на заштиту српског становништва у Турској. У Хотину су се српске војводе договориле да саставе молбу цару Александру, у којој ће описати свирепства Турака, која се тад у Србији збивају, и замоле га да помилује српски народ у Србији, који је жртва Букурешког мира. Молбу су Карађорђе и војводе руском цару Александру I послали у Париз, по Младену Миловановићу. Убрзо је у Хотин вожду Карађорђу вести са Руског царског двора донео Младен Миловановић да им цар Александар I поручује да је саветовао Турцима да од рата са Србијом одустану и да се придржавају Букурешког мира. Почетком 1816. године, вожд Карађорђе је са војводом Јаковом Ненадовићем отишао у Петроград руском цару. Није наишао на разумевање на Царском двору, где му је речено да сад није време за рат са Турском, јер се Русија још није опоравила од ратова са Наполеоном. Намера Царског двора била је да Србима који су избегли у Бесарабију са Карађорђем насели гранично подручје према Турској. На тај начин била би организована Војна граница према Турској, као што је учињено пре више од шест деценија на Дњепру и Дону, односно у Новој Србији и Славеносрбији. Од тада су наде Карађорђа у повратак у Србију, где би дигао народ на устанак, биле усмерене према Хетерија.

### Окретање Хетерији
Карађорђе је дошао у додир са вођством Хетерије 1816. године, док се налазио у Петрограду, у аудијенцији код цара Александра I. Овде га је са идејама Хетерије упознао гроф Јоанис Каподистријас, руски министар иностраних послова. Реализујући договор са вођством Хетерије, Карађорђе је са руским пасошем, априла 1817. године, прешао у Јаш у Молдавији. После дужих задржавања у овом граду и у Букурешту, јула 1817. године је прешао у Србију. Прошло је непуне четири године од времена када је из ње отишао. За то време овде је дошло до великих промена. Пошто је успешно повео Србе у Други српски устанак 1815. године, књаз Милош Обреновић после ратних успеха, у битку за национално ослобођење кренуо је путевима дипломатије. У томе је имао подршку Русије. Вожд Карађорђе завршио је живот у Радовањском Лугу, када су га убили људи књаза Милоша. Према плану вођства Хетерије, устанак балканских народа избио би у Молдавији, Влашкој и у Грчкој. У складу са овом одлуком, генерал Ипсиланти је из Бесарабије повео Хетеристе у Молдавију 1821. године и заузео главни град Јаш. Са друге стране, стремећи једном циљу, освајању Букурешта, влашке устанике предвођене Хетеристима из Олтеније повео је Тудор Владимиреску. Са румунским устаницима за ослобођење Влашке и Молдавије 1821. године борили су се и многи Срби. Међу њима се посебно истицао Хаџи Продан Глигоријевић, који је био у устаничкој војсци пандурски капетан. У хетеристички покрет за ослобођење румунских кнежевина били су укључени и војводе Петар Добрњац и Миленко Стојковић, који су, плашећи се Карађорђеве освете, 1811. године побегли у Влашку, а потом у Кишињев. Овде су се 1821. године укључили у хетеристички покрет, због чега их је прекоревао књаз Милош, говорећи како ће заједно са Турцима кренути на њих ако се усуде да буну пренесу у Србију.

### Повратак
Већина српских избеглица остала је у Бесарабији до 1830. године, када је Србија султановим Хатишерифом добила аутономију, а Турци исељени, изузев војних поседа по градовима. Пошто је прошла опасност од могућих турских репресалија, избегле српске породице из Бесарабије почеле су да се враћају у домовину. После Хатишерифа, књаз Милош Обреновић је у Бесарабију послао депутате Аврама Петронијевића и Цветка Рајевића са писмом којим је Србе који су тамо живели позвао да се врате у Србију. То је било у складу и са ставом Русије да су се после Хатишерифа стекли услови да се војводе и други учесници Првог српског устанка који су живели у Бесарабији врате у Србију.

### Сима Милутиновић Сарајлија у Кишињеву
У Кишињев Сима Милутиновић је доспео 1819 . године трагајући за родитељима, који су у ову варош избегли после пропасти Првог српског устанка. Нашао је само оца, јер му је мајка у међувремену умрла. За време вишегодишњег Милутиновићевог боравка у Кишињеву, у главном граду Бесарабије живели су многи истакнути учесници Првог српског устанка. Овде је окончао писање свог најзнаменитијег дела „Србијанке“. „Србијанка“ представља опсежну песничку историју Првог српског устанка, у петнаест хиљада стихова српских народних десетераца. Спев садржи низ успелих песничких слика, импресивних портрета главних учесника у устанку и драматичних приказа херојских борби. На препоруку Срба у Кишињеву, новчана средства за штампање „Србијанке“ Сими је обезбедио Јован Ризнић, богати српски трговац из Одесе, који се прославио као мецена у култури. Обезбедио му је три хиљаде талира за штампање и још по сто талира за наредне три године, док се књига на заврши. Милутиновић је испунио обећање дато Јовану Ризнићу и „Србијанка“се 1826. године појавила у Лајпцигу.

### Путовање Јоакима Вујића по Бесарабији
Велики српски драматург Јоаким Вујић, почетком четрдесетих година 19. века одлучио се на путовање по источноевропским земљама, од Угарске до далеког Крима. Године 1845. у Београду објавио књигу „Путешествије по Унгарији, Влахији, Молдавији, Бесарабији, Херсону и Криму“, коју је написао у манастиру Гиржавки код Кишињева. Путујући по земљама у неколико држава, у којима су живели бројни народи, давао је податке и импресије о људима, насељима, природи, о прошлости крајева кроз које је пролазио. На путу је, повремено, наилазио и на Србе, који су тамо живели.
На свом путовању Вујић је детаљно писао и о Бесарабији. Записао је да у Бесарабији живе Молдавци, Руси, Грци, Бугари, Срби, Јермени, Јевреји и Немци. У „Путешествију“ опширно говори о знаменитом Србину Спиридону Филиповићу, који је, пре него што је постао архимандрит манастира Гиржавке у близини Кишињева, био у дипломатској служби руског цара Александра I, српског вожда Карађорђа и црногорског владике Петра I Петровића.

## Молдавија у 20. веку
За време Првог светског рата, српски заробљеници, који су се као мобилисани војници Аустроугарске нашли на Источном фронту, предавали су се руској војсци и окупљали у области Одесе. Одавде, на њихов захтев, у договору између српске и руске владе, одлазили су у Србију, укључујући се у састав српске војске, која је постизала велике победе над снагама Централних сила. Добровољци су се кретали јужним деловима Бесарабије и Дунавом долазили у Србију. Њихов пут пресекла је Бугарска 1915. године, када је ушла у рат на страни Централних сила, па више није дозвољавала да се српски добровољци пребацују Дунавом. Упркос прекинутим везама са матичном земљом, српски добровољци су се у све већем броју окупљали на тлу јужне Украјине, припремајући се за рат на страни Србије. Као део савезничких снага, српски добровољци су заједно са руском и румунском војском, преко Бесарабије и луке Рени на Дунаву, одлазили на фронт у Добруџу и тамо се 1916. године борили против војске Централних сила, коју су чиниле немачке, аустроугарске, турске и бугарске јединице. Део српских заробљеника који се нашао у Бесарабији, укључио се и у Октобарску социјалистичку револуцију 1917. године.
У биткама вођеним приликом ослобађања Молдавије и протеривања нацистичких агресора учествовали су и Срби. Борци Прве југословенске бригаде, септембра 1944. године, после Јашко-кишињевске операције, наставили су свој ослободилачки пут према домовини, у коју су ушли преко Турну Северина. Нешто касније, преко Молдавије је прошла и Друга југословенска бригада. И на крају прошла је и Друга тенковска југословенска бригада и стигла у домовину.

## Познате личности
- Сима Милутиновић Сарајлија, вишегодишње боравио у Кишињеву, овде је окончао писање свог најзнаменитијег дела „Србијанке“
- Алекса Карађорђевић, старији син Карађорђа
- Ђорђе Карађорђевић, син Алексе Карађорђевића, поручник у руској војсци и ађутант у српској војсци